# Žalec

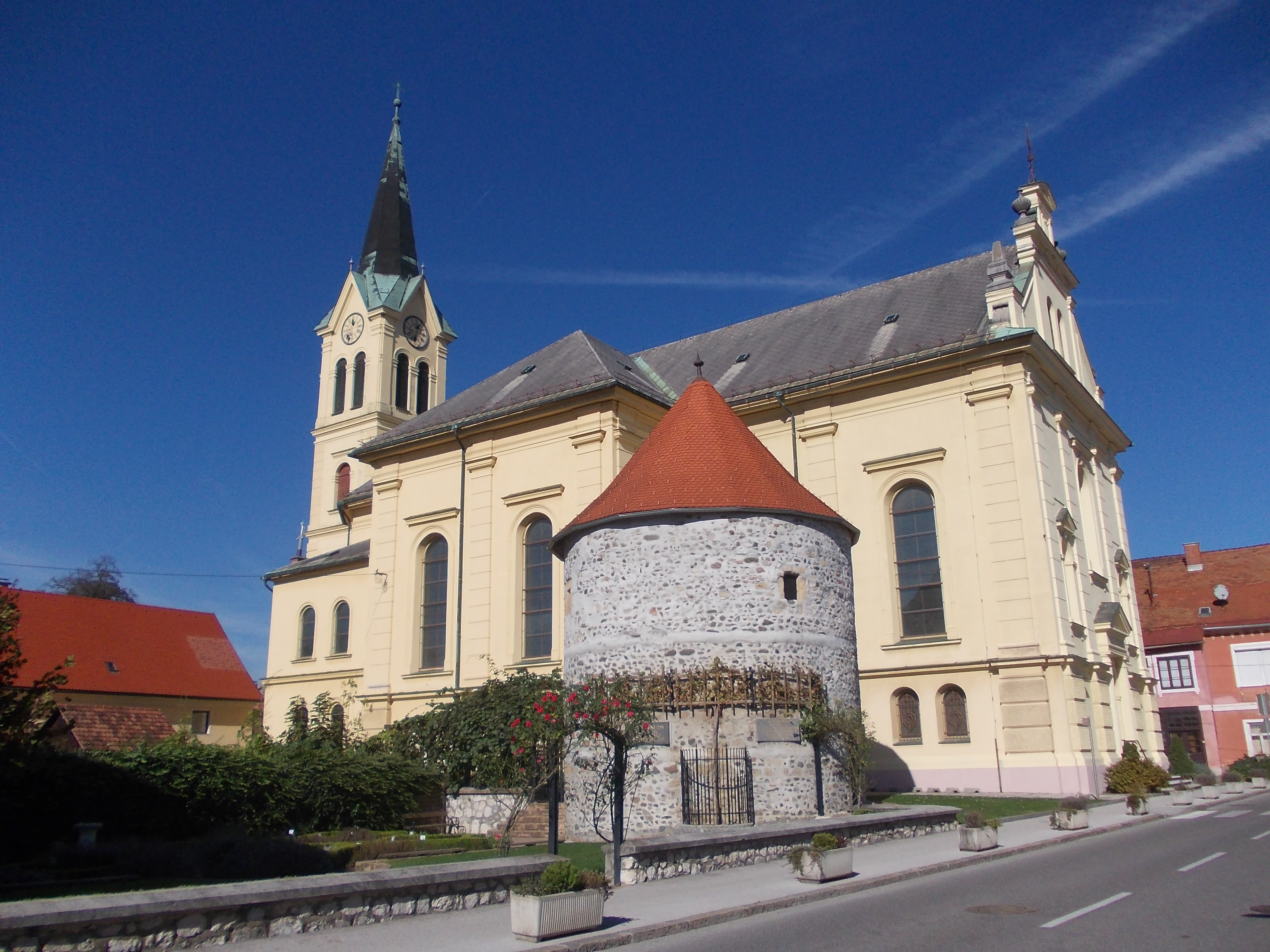
Pfarrkirche St. Nikolaus in der Stadt Žalec

Die Stadt Žalec (deutsch: Sachsenfeld) ist eine Kleinstadt in der Region Spodnja Štajerska (Untersteiermark) in Slowenien.
Sie ist Hauptort der Gemeinde Žalec mit fast 40 Siedlungen.

## Geschichte
Erstmals erwähnt wird die Stadt im Jahre 1182. Bereits 1256 erhielt Žalec das Marktrecht.

## Persönlichkeiten
- Franz Roblek (1865–1935), Gutsbesitzer und Abgeordneter zum Österreichischen Abgeordnetenhaus
- Adrian Zeljković (* 2002), Fußballspieler